# 邱立本
邱立本（1950年—），廣東開平人，生於香港，資深媒體工作者，《亞洲周刊》現任總編輯。著有《邱立本文集》。

## 簡介
邱立本在香港出生長大，聖公會聖多馬小學畢業，初中就讀於九龍塘的何明華會督銀禧中學，1967年於李求恩紀念中學畢業後（1965年轉讀該校中四年級，與香港電影學院院長卓伯棠為同屆同學），先就讀新法書院，後以「香港僑生」身份到位於臺北市文山區的國立政治大學經濟系讀書。曾在1971年間參與創辦《影響雜誌》，並負責撰寫創刊詞，與段鍾沂、但漢章、卓伯棠、朱道凱等人共同推動新潮的文化評論。1972年畢業後，在台北的《大學雜誌》擔任執行編輯，在當時總編輯、台大心理系教授楊國樞的領導下，投身這本雜誌推動政治改革的浪潮，與蔣經國的體制內改革的力量相呼應。後轉往《中國時報》當國際新聞編譯。因為與當時台灣的改革派知識分子王曉波、王杏慶（南方朔）等人同住在一起，曾被警備總部調查。
1973年赴美，一邊在紐約《星島日報》當記者和編輯，一邊讀書，獲紐約新學院經濟學碩士，曾任柏克萊加州大學亞美歷史研究員。
在美生活期間，曾於不同的媒體，擔任記者、編輯、副總編輯和主筆的工作，包括紐約《星島日報》、《北美日報》，舊金山《遠東時報》，洛杉磯《美洲中國時報》，紐約《美洲中國時報》，紐約《中報》等。（1981年至1982年任洛杉磯《美洲中國時報》編輯，1983年至1990年任紐約《中報》副總編輯及主筆。）
1990年返回香港，任《亞洲周刊》主筆。1993年出任《亞洲週刊》總編輯。曾发表多篇關於社会、时事、媒體、经济、政治等评论，1995年至1996年，兼任《明報月刊》總編輯，曾任香港大学兼职教授。
曾於《北美世界日報》香港副刊撰寫《感情前線》專欄，曾在馬來西亞《星洲日報》撰寫《撫摸心跳》專欄，也在上海地鐵免費報紙發表專欄文字，曾在深圳《晶報》撰寫《書與思潮》專欄，博客文字每週同時發表在鳳凰網、天涯論壇、搜狐、網易、新浪等網站。
2013年，邱立本認為香港的民主應和中國的改革派結合，對整個中國命運作出承擔，讓香港民主成為中國民主的先鋒。然而亦有人批評近年的邱立本，已從站在自由主義立場，轉變到站在中共的立場。邱立本曾表示台灣的太陽花學運「形成了社會的分裂，導致沉默大多數的反彈，使台灣的民主陷入空前危機」。他亦批評香港佔領運動的街頭流動佔領鳩嗚行動是「軟性恐怖主義」，主張香港警察必須重設政治部，「發現那些危害國家安全的暗黑勢力，才可以徹底制暴止亂」。在批評台灣和香港兩地之餘，邱立本推崇習近平在中國的統治，認為其「政績都超越了西方多個大國的政府」，而美國則「陷入『意識形態內戰』」。

## 著作
- 《邱立本文集（页面存档备份，存于）》（中國政右經左網，2008年）
- 《激情新聞筆記》（天地圖書，2008年5月）
- 《匆忙的文學》（印刻出版，2008年6月）
- 《明日拒絕黃花》（亞洲週刊，2008年7月）
- 《文字冒險家》：（天地圖書，2010年7月）
- 《崛起的青春權力》：（天地圖書，2011年7月）
- 《舌頭的記憶》：（二魚文化，2011年7月）
- 《保釣。風雲。急》（天地圖書，2012年7月）
- 《香港民主不能失去中國》（天地圖書，2013年11月）
- 《權力星空的秘密》 （天地圖書，2014年7月）
- 《香港第三條路不再是夢）（天地圖書 2015年7月）
- 《誰讓港獨的子彈飛）（天地圖書 2016年7月）
- 《民間中華爆發力》　（天地圖書　2017年7月）
- 《ABC改變中美未來》（天地圖書　2018年7月）
- 《任正非對決特朗普》（天地圖書　2019年7月）

## 外部連結
- 邱立本 - 亞洲週刊（页面存档备份，存于）
- 邱立本新浪博客（页面存档备份，存于）

1. ↑  .   [2007-10-06]. （原始内容存档于2007-09-22）.
2. ↑  . 華僑日報. 1967-12-16: 12  [2022-03-07]. （原始内容存档于2022-03-07）.
3. 1 2  . 華僑日報. 1965-08-05: 13  [2023-04-29].
4. ↑  . 亞洲周刊. 2013-01-06  [2019-10-02].[]
5. ↑  . 海外網. 2013-01-14  [2020-12-27].
6. ↑  . 立場新聞. 2020-01-04  [2021-03-27]. （原始内容存档于2020-12-04）.
7. ↑  . 港人講地. 2014-04-17  [2021-03-27].
8. ↑  . 亞洲週刊. 2014-12-25  [2021-03-27].
9. ↑  . 亞洲週刊. 2020-01-06  [2021-03-27]. （原始内容存档于2020-08-10）.
10. ↑  . 明鏡. 2017-10-26  [2021-03-27]. （原始内容存档于2022-05-17）.